# محمود خليل الجعفري
محمود خليل الجعفرى، أديب، ومؤلف، وشاعر سوداني، يكتب باللغة العربية الفصحى، وبالعامية السودانية.

## سيرته
هو: محمود بن خليل بن محمد بن يوسف بن حارث الجعفرى.. تعود جذوره إلى مدينة إسنا (جنوب مصر). ولد بمدينة دنقلا (شمال السودان) عام 1939م.
- تخرج من كلية الدراسات العربية جامعة الأزهر عام 1964م.

- بدا مسيرته التعليمية في عدد من المدارس مثل الاتحاد الوسطى، الأبيض الاهلية الوسطى، الخرطوم الأميرية، الخرطوم الشعبية الثانوية، الجزيرة اسلانج الثانوية، كلية معلمات الدامر، كلية معلمات ام درمان، كلية التربية جامعة الخرطوم، جامعة ام درمان الاهلية.

## النشاطات الأدبية

### عبرالإذاعات
كتب للازاعة مسلسل وقالت شهرزاد
قدم واعد عدد من البرامج المتنوعة من خلال الازاعات المختلفة منها:
ا-الازاعة القومية (ازاعة ام درمان)
برنامج اديب تحت دائرة الضوءبالاشتراك مع الاديب الراحل محمد فضل بكاب.
برنامج عبق الماضي.
برنامج صباح الخير ياوطني.
برنامج وطن للجميع.
ب-ازاعة البرنامج الثاني قدم برنامج كتاب شعراء السودان
ج-ازاعة صوت الامة قدم برنامج مساءالخير ياوطني.
د-ازاعة وادى النيل قدم عدد من البرامج منها:
1-من تاريخ وادى النيل.
2-كتاب في حياتى.
3-ضيف عزيز.
4-اوراق من الماضي.
5-معالم وصروح.
6-قاموس الأدب.
سجل لازاعة امدرمان اف ام سيرة حياته على حلقات.

### عبر الصحف
كتب في العديد من الصحف السيارة والمجلات (مقالات، نقد، شعرونثر)مثل:
مجلة الازاعة والتلفزيون، الوجود، الثقافة السودانية وصحف كالتلغراف، الناس، السودان الجديد، الصحافة، الراى العام
والايام واشرف على الصفحة الأدبية بجريدة الأضواء.

### عبر التلفزيون
قدم برنامج فنى بعنوان مطرب الجماهير، كما قدم برامجين احدهم سياسى والاخر تعليمى.
عمل مصححالغويا لبعض الأعمال الدرامية وشارك بالتمثيل في عدد من الأعمال الدرامية مثل:
1-تتويج ملوك مروى، إخراج قاسم أبوذيد.
2-التكاكى.
3-الصدى، لقسم الله الصلحى.
4-السيف والنهار، الجزء الثاني.
5-بخيت في وادى العطشان.
عمل متعاونا مع المجلس الاتحادى للمصنفات الفنية والأدبية لفترة.

### القصائد المغناة
له عدد كبير من القصائدالمغناة منها:
1-المرمر (انتى)- لحن السنى الضوى وأداء ثنائى العاصمة.
2-موسم الحصاد- لحن وأداء د انس العاقب.
3-درب الامانى- لحن د عبد الماجد خليفة وأداء رائد ميرغنى.
4-تحدى (لابهدى)- لحن وأداء عبد القادر الأمين الكتيابى.
5-الخرطوم- لحن دفع السيد سليمان وأداء فرقة قوس قزح الغنائية.
6-سماح لحن- كمال الرفاعى وأداء رائد ميرغنى.
7-تعب الترحال- لحن د الماحى سليمان وأداء عبد الخالق.
8-تفاؤل (فرهدى ياحنية غناوى)- لحن يوسف الصديق حسن وأداءالطيب مدثر.
9-وناسة- لحن دعبد الماجد خليفة وأداءرائد ميرغنى وغيرهم.
كما تغنت له عددمن المطربات السودانيات مثل ام بلينة السنوسى، حياة محجوب وغيرهن

### عبر الكتابة والتاليف
له مجموعة من المؤلفات تجاوزت الخمسة والثلاثين مؤلف منها:
1.اشواق (ديوان شعر) بالاشتراك مع الاديب محمد فضل بكاب 1960
2.اديب تحت دائرة الضوء (دراسة)بالاشتراك مع الاديب محمد فضل بكاب 1985
3.أسماء واصداء (ديوان شعر)2001
4.تراجم شعراءوادباءوكتاب من السودان 2009
5/نقط فوق الحروف (دراسات ومقالات)
6/تقاسيم على الورق-شعرغنائى
7/مسادير (شعرعامى)
8/حكايات في بلادى (شعرعامى)
9/ 21أكتوبر (قصيدة طويلة)1964
10/صدى السنين (ديوان شعر)1966
11/الفاتنة والشاعر (مسرحية شعرية)1968
12/مشاويرالصمت والكلمات (ديوان شعر)1970
13/شوية نضم أو احم احم (شعرعامى)1973
14/ولعوا الليلة الرتاين (شعرعامى)1975
15/مقاطع عشان عيونك (شعرعامى)1976
16/بيوت الطين (شعرعامى)1976